# جون إم. هندرسون
جون إم. هندرسون هو سياسي أمريكي، ولد في 10 سبتمبر 1868، وتوفي في 16 مارس 1947. نشط حزبياً في الحزب الديمقراطي. وقد انتخب عضو مجلس نواب تكساس ‏ وانتخب عضو مجلس ولاية تكساس ‏.